# Søren Gade
Søren Gade (ur. 27 stycznia 1963 w Holstebro) – duński polityk i ekonomista, działacz partii Venstre, parlamentarzysta, w latach 2004–2010 minister, poseł do Parlamentu Europejskiego IX kadencji, od 2022 przewodniczący Folketingetu.

## Życiorys
Z wykształcenia ekonomista, ukończył w 1990 studia na Uniwersytecie Aarhus. W latach 1983–1985 służył w Duńskich Siłach Zbrojnych, odchodząc do rezerwy w stopniu majora. Pracował następnie m.in. jako analityk finansowy i na kierowniczych stanowiskach w przedsiębiorstwach.
Zaangażował się w działalność polityczną w ramach liberalnej partii Venstre. Z jej ramienia od 2001 do 2010 wykonywał mandat deputowanego do Folketingetu. W latach 2004–2010 sprawował urząd ministra obrony w rządach, którymi kierowali Anders Fogh Rasmussen i Lars Løkke Rasmussen. Powrócił następnie do pracy w sektorze prywatnym. W 2015 zdecydował się jednak na kandydowanie do parlamentu, uzyskując ponownie mandat deputowanego. W 2019 został natomiast wybrany na posła do Parlamentu Europejskiego IX kadencji.
W wyniku wyborów z listopada 2022 powrócił do Folketingetu. W tym samym roku wybrany na nowego przewodniczącego duńskiego parlamentu.